# Ideoroncus pallidus
Ideoroncus pallidus är en spindeldjursart som beskrevs av Luigi Balzan 1887. Ideoroncus pallidus ingår i släktet Ideoroncus och familjen Ideoroncidae. Inga underarter finns listade i Catalogue of Life.